# Езерен плоскоопашат крайт на Крокър
Езерните плоскоопашати крайтове на Крокър (Laticauda crockeri) са вид влечуги от семейство Аспидови (Elapidae).
Срещат се само в езерото Тегано на остров Ренел от Соломоновите острови.
Таксонът е описан за пръв път от американския херпетолог Джоузеф Ричард Слевин през 1934 година.